# Pyrobolzen
Pyrobolzen (auch: Sprengbolzen) sind kontrolliert trennbare Verbindungen. Dazu wird innerhalb dieses Bolzens eine kleine Sprengladung gezündet, ohne dass dabei umherfliegende Splitter entstehen. Sie werden zum Beispiel zum Abtrennen von Bauteilen in der Raumfahrt oder zum Abwerfen von externen Treibstofftanks an Kampfflugzeugen eingesetzt.
Alternativ werden auch Schneidladungen zum Abtrennen von Raketenstufen verwendet.